# Saint-Clar-de-Rivière
Saint-Clar-de-Rivière is een gemeente in het Franse departement Haute-Garonne (regio Occitanie). De plaats maakt deel uit van het arrondissement Muret. Saint-Clar-de-Rivière telde op 1 januari 2022 1.664 inwoners.

## Geografie
De oppervlakte van Saint-Clar-de-Rivière bedroeg op 1 januari 2022 10,07 vierkante kilometer; de bevolkingsdichtheid was toen 165,2 inwoners per km².

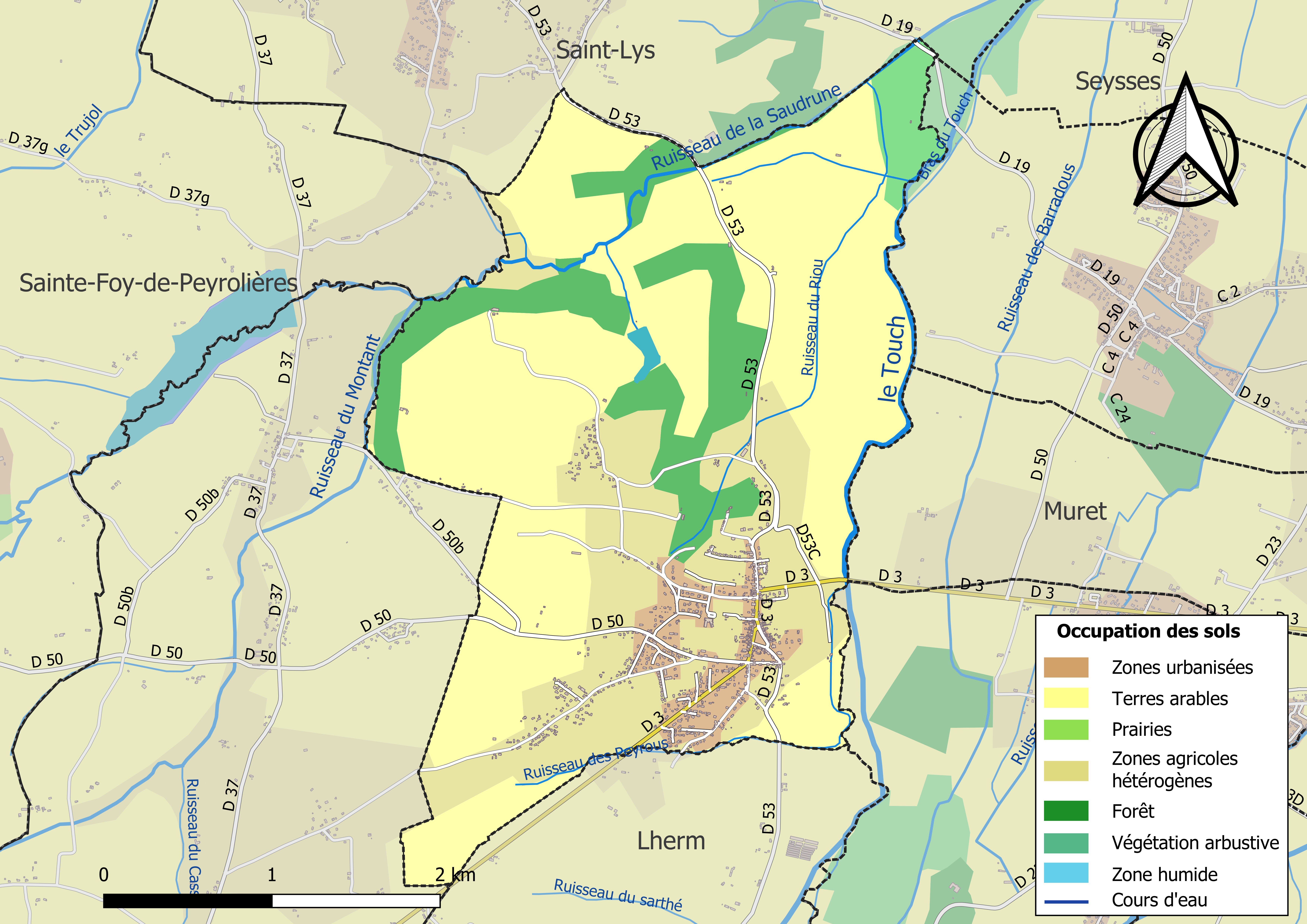
Kaart van de gemeente met belangrijkste infrastructuur, bodemgebruik en omliggende gemeenten

## Demografie
Onderstaande figuur toont het verloop van het inwonertal (bron: INSEE-tellingen).